# اروزا
اروزا (به لاتین: Arosa) یک شهرک و بخش در سوئیس است که در کانتون گراوبوندن واقع شده‌است. اروزا ۳٬۲۰۵ نفر جمعیت دارد.